# بيترو لي
بيترو لي (بالإنجليزية: Simone Leigh)‏ هي نحّاتة وفنانة أمريكية، ولدت في 1968 في شيكاغو في الولايات المتحدة.